# Heavenwood
Heavenwood ist eine portugiesische Gothic-Metal-Band, die 1992 in Vila Nova de Gaia unter dem Namen Disgorged gegründet wurde und ursprünglich Death Metal spielte. Auf den späteren Alben kehren die Death-Metal-Elemente dosiert wieder zurück.

## Geschichte
Gegründet wurde die Band von Ernesto Guerra (Gesang), Ricardo Dias (Gitarre), Mario Lui Lemos (Gitarre), Rui Santos (Bass), João Soares (Keyboard) und Jose Barbosa (Schlagzeug). Alle sind zur selben Schule gegangen und waren befreundet. Ihren Plan, auch zusammen in einer Band zu spielen, setzten sie 1992 um. Der Name dieser Bandgründung war Disgorged und ihr Stil war Death Metal. Erst 1995, nach dem Suizid von Rui Santos und der Ersatzverpflichtung von Bruno Silva, veränderte sich der Stil in Richtung Gothic Metal.
Das deutsche Metal-Label Massacre Records nahm die inzwischen Heavenwood heißende Band unter Vertrag. 1996 erschien das Debütalbum Diva mit einem vom Massacre-Hausdesigner Matthias Herkle gestalteten Cover. Bald darauf ging die Band Ende 1996 mit Atrocity und In Flames, dann im Frühjahr 1997 mit Theatre of Tragedy und Lake of Tears auf Tour. Dabei zeigte sie sich in fast ganz Europa. Besonders leichtes Spiel hatte sie im Heimatland, wenn sie an der Seite der anderen international bekannten portugiesischen Metal-Band Moonspell auftrat.
Mit Swallow erschien 1998 das zweite Album. Für die Aufnahmen waren Liv Kristine (Leaves’ Eyes) und Kai Hansen (u. a. Helloween/Gamma Ray) als Gastmusiker herangezogen worden. Als Produzent fungierte der Crematory-Stammproduzent Gerhard Magin. Das vom Grafikdesigner Thomas Ewerhard (zwei Disbelief-Cover u. v. a. mehr) gestaltete Cover zeigt einen von Chamäleonhaut umgebenen Frauenmund, der ein anderes Reptil aufnimmt. Der Albumtitel bedeutet laut Bandaussage, von einer Frau verschluckt zu werden. Guerra singt bevorzugt über Frauen, weil diese seiner Meinung nach etwas Überlegenes, nämlich Chamäleonartiges an sich haben. Nach dem Release erfolge die Verpflichtung von Miguel Vaquero als dauerhaften zweiten Gitarristen. Die Band ging wieder auf Europa-Tour, um das Album zu promoten.
Zwischen 2001 und 2003 lagen jegliche Arbeiten der Band auf Eis. Ein festes Line-up war nicht mehr vorhanden und die Mitglieder spielten als Session-Musiker in anderen Gruppen. Mitte Oktober 2008 brachte die Band bei dem kleinen portugiesischen Label Recital Records das dritte Album Redemption heraus. Auch für diese Arbeiten waren Gastmusiker hinzugestoßen, wie Tijs Vanneste (Oceans of Sadness), Gus G (Firewind), Jeff Waters (Annihilator) und Produzent Daniel Cardoso (u. a. Re:Aktor, Anathema). Der Bandkern bestand aus Sänger Ernesto Guerra, Sänger und Gitarrist Ricardo Dias und dem zur Gitarre gewechselten Bruno Silva, dazu als Quasi-Mitglied Cardoso, der das Schlagzeug übernommen hatte. Den Bass bedienten Session-Musiker. Das Label hatte keine zulängliche internationale Reichweite, weshalb die Heavenwood-Mitglieder dieses wieder verließen.
Hinsichtlich der Stammbesetzung gilt für das nächste Album Abyss Masterpiece (2011) dasselbe wie beim Vorgänger. Das Label, unter dem es veröffentlicht wurde, ist jedoch diesmal das französische Listenable Records. Eingespielt wurde es im portugiesischen Studio „USStudios“, gemischt und gemastert wiederum im deutschen Kohlekeller Studio von Kristian Kohlmannslehner.
Im Juni 2016 folgte (nach einem Vorgeschmack durch den Videoclip zum Eröffnungsstück The Juggler) das Album The Tarot of the Bohemians Part I, inspiriert durch die Niederschriften des französischen Okkultisten Papus zum Tarot. Ricardo Dias erläuterte: „Wir haben jeder Tarotkarte ‚Leben gegeben‘ und so ihre ganz eigene musikalische Identität geschaffen.“

## Stil
Eine Stilbeschreibung kann nur für die einzelnen Schaffensperioden gelten.
Nach dem Death Metal der Pre-Heavenwood-Phase ging es Ende der 1990er klar in Richtung Gothic Metal. Auf Gothic Metal legten sich das Autorenteam um Garry Sharpe-Young in The Ultimate Hard Rock Guide Vol I – Europe, Robert Müller im Metal Hammer sowie das Online-Musikmagazin laut.de fest. Die Referenzen lauten bei laut.de Crematory und Tiamat. Die meisten fühlten sich jedoch an Paradise Lost erinnert: Martin Popoff zog in seinem Buch The Collector’s Guide of Heavy Metal Volume 3: The Nineties Cemetary und „Paradise Lost auf ihrem Höhepunkt“ als Vergleich heran. Frank Albrecht meinte im Rock Hard, Heavenwood klinge wie Paradise Lost. Sein Redaktionskollege Uwe „Buffo“ Schnädelbach fand die Band „teilweise ähnlich wie Paradise Lost“. Er bemerkte dazu, dass die Lieder ihren eigenen unverwechselbaren Charakter hätten und glücklicherweise „auf kitschige, engelsgleiche Frauenstimmchen verzichtet“ wurde. Für Sven Markmann stand in Nova Files die Ähnlichkeit mit Paradise Lost fest. Er ergänzte: „Sehr eingängige Songs mit schönen Synthie-Fächern gehen einher mit Gitarrenmelodien und mehrstimmigen Mitsing-Refrains.“ Ohne Vergleiche zu anderen Bands blieb Martin Sprissler in der Gothic. Der Chefredakteur schrieb, Swallow strahle „beim Anhören eine wohlige, mystisch-gedankenverlorene, wenn auch dichte Stimmung aus“.
Kai Wendel warf 1997 im Rock Hard ein, Ernesto Guerras Anlagen als Sänger könnten ihn zu Nick Holmes von Paradise Lost und Fernando Ribeiro von Moonspell aufschließen lassen. Schließlich äußerte sich 1998 auch Ernesto Guerra im Rock Hard zu den Vergleichen: „Abgrenzungen sind schwer, weil jeder immer Vergleiche zieht, mal zu Moonspell, mal zu Paradise Lost, mal zu Lake of Tears.“
Der Stil nach der kreativen Pause lässt die Gothic-Metal-Jahre maßvoll nachklingen, doch schon das Folgealbum hat einen mitunter „deutlichen Death-Metal-Einschlag“. Michael Edele ließ sich auf laut.de über das Album Redemption aus: „Während die tiefen Growls nicht selten an den alten Sentenced-Fronter Tarneli Jarva erinnern, macht das Wechselspiel mit dem Klargesang und den Vocals von Gastsängerin Ana Gomes den besonderen Reiz aus.“ Vereinzelt fühlte er sich noch an Moonspell und an Tiamat erinnert. Abyss Masterpiece sei durch die Black-Metal-Zitate „ruppiger und weniger elegisch“ ausgefallen, konstatierte laut.de. Das Stück Poem For Matilde weise ein letztes Mal auf Tiamat hin. Mit Her Lament stoße man dann zum Abschluss kompositorisch in „Soundtrack-Dimensionen“ vor. Der Rezensent, der sich auf bleeding4metal.de Stradivari nennt, machte ein mit Orchester- und Chorpassagen gespicktes symphonisches Grundkonzept aus. Hauptsächlich dafür verantwortlich sei die Zusammenarbeit mit dem russischen Film- und Fernseh-Komponisten Dominic G. Joutsen. Trotzdem gebe es „Black- und Death-Metal-Zitate“, die ihn zur Beschreibung „Dark Metal“ veranlassten. Heavenwood brauche sich nicht hinter Bands wie Moonspell, Paradise Lost oder Tiamat zu verstecken. Heavenwoods seinerzeitiges Plattenlabel Listenable Records kombiniert die stilistischen Hauptmerkmale zu der Bezeichnung „Gothic-Death-Metal“ und empfiehlt das Album für Anhänger von Paradise Lost, Darkseed und Sundown.
2016 schlugen die Musiker konsequent die Richtung Soundtrack, genauer Konzeptalbum, ein, denn jedes Stück auf The Tarot of the Bohemians Part I nimmt sich einer bestimmten Tarotkarte an. Zum symphonischen Klangbild äußerte sich Ricardo Dias gegenüber dem Terra Relicta dark music web magazine. Demnach liegt kein echtes Orchester vor, jedoch auch kein elektronisch erzeugtes summarisches. Vielmehr wurden die Spuren aller Instrumente einzeln erzeugt, um der Sache einen weitestgehend menschlichen Anstrich zu geben.

## Diskografie
- 1994: As Illusive as a Dream (Demo)
- 1996: Emotional Wound (Demo)
- 1996: Diva (Album, Massacre Records)
- 1998: Swallow (Album, Massacre Records)
- 1998: Heartquake (Single, Massacre Records)
- 2008: Redemption (Album, Recital Records)
- 2011: Abyss Masterpiece (Album, Listenable Records)
- 2014: The Juggler (Vorab-Veröffentlichung als Videoclip)
- 2016: The Tarot of the Bohemians Part I (Album, Raising Legends/Massacre Records)
- 2018: The Lightning Struck Down (Single, Avantgarde MINGT)